# Manuel Sañudo Olmo
Manuel Sañudo Olmo (Santander, Cantabria, 21 de enero de 1993), más conocido como Manuel Sañudo o simplemente Sañudo, es un exfutbolista español. Jugaba como centrocampista y formaba parte de la plantilla del Real Racing Club de Santander, de la Segunda División de España.

## Trayectoria
Tras completar una gran campaña el año anterior en el equipo juvenil, el 19 de julio de 2012 el jugador fue convocado por el primer equipo para realizar la pretemporada con éste y pasar de esta forma a ser integrante del primer equipo.

## Clubes
| Club                  | País   | Temporada | Categoría          | Partidos | Goles |
| --------------------- | ------ | --------- | ------------------ | -------- | ----- |
| Racing de Santander B | España | 2012–2013 | Segunda División B | 6        | 0     |
| Racing de Santander   | España | 2013–2014 | Segunda División B | 1        | 0     |